# Erwin Schaaf
Erwin Schaaf (* 23. März 1933 in Tawern; † 16. November 2023 in Kinderbeuern) war ein deutscher Historiker und Pädagoge.

## Leben und Beruf
Schaaf begann seine berufliche Laufbahn 1954 als Dorfschullehrer in Kinderbeuern-Hetzhof, wo er bis 1960 arbeitete. Sein daran anschließendes Studium in Geschichte, Politik und Philosophie schloss er 1965 mit der Promotion ab. Nach Lehrtätigkeiten an der Erziehungswissenschaftlichen Hochschule in Koblenz und der Universität Freiburg kehrte er an die spätere Universität Koblenz zurück, wo er 2000 emeritiert wurde. Schaaf war hauptsächlich in der Regional- und Heimatgeschichte tätig.

## Ehrungen
- 2001: Verdienstmedaille des Landes Rheinland-Pfalz
- 2003: Ehrenbürgerschaft von Kinderbeuern-Hetzhof
- 2022: Goldene Ehrennadel der Verbandsgemeinde Traben-Trarbach

## Schriften (Auswahl)
- Die niedere Schule im Raum Trier-Saarbrücken von der Aufklärung bis zur Restauration 1780–1825. Mainz 1965, DNB 481444300, (Mainz, Universität, Dissertation, vom 18. Dezember 1965).
- als Herausgeber mit Heinz Anton Höhnen: Lehrerbildung in Koblenz. Geschichte und heutiger Stand. NCO-Verlag, Trier 1976, OCLC 179723880.
- Neubeginn aus dem Chaos. Die Geschichte des heutigen Kreises Bernkastel-Wittlich in den Nachkriegsjahren 1945–1950 (= Archiv für Kultur und Geschichte des Landkreises Bernkastel-Wittlich. Bd. 6, ZDB-ID 635022-7). Kreisverwaltung Bernkastel-Wittlich, Wittlich 1985.
- mit Johannes Mötsch: Beiträge zur Geschichte des Kröver Reiches. Verbandsgemeinde Kröv-Bausendorf, Bernkastel-Kues 1998, ISBN 3-928497-05-7.
- Zeitenwende. Das 20. Jahrhundert im Landkreis Bernkastel-Wittlich (= Archiv für Kultur und Geschichte des Landkreises Bernkastel-Wittlich. Bd. 11). Kreisverwaltung Bernkastel-Wittlich, Wittlich 2000.
- mit Karl-Josef Gilles: Springiersbach. Von der Augustiner-Chorherrenabtei zum Karmeliterkloster. 1102–2002 (= Schriftenreihe Ortschroniken des Trierer Landes, Nr. 36). Arbeitsgemeinschaft für Landesgeschichte und Volkskunde des Trierer Raumes, Trier 2002, ISBN 3-928497-07-3.
- Die Kapelle Heinzerath. Geschichte einer altehrwürdigen Wallfahrtskirche. Herausgegeben vom Kuratorium der „Stiftung Heinzerath“. Geiger-Verlag, Horb am Neckar 2013, ISBN 978-3-86595-513-5.